# Torben Frank
Torben Frank (født 16. juni 1968 i København) er en tidligere dansk professionel fodboldspiller. Han opnåede 5 A-landskampe for Danmarks fodboldlandshold. Han blev sammen med Brian Laudrup udnævnt til Årets Fodboldspiller i Danmark i 1992. 

## Klubkarrierre
Angriberen Torben Frank var sammen med bl.a. Morten Wieghorst, Henrik Larsen, John Helt, Peter Nielsen og Per Pedersen en helt afgørende del af det Lyngby-hold, der i 1992 vandt Danmarksmesterskabet. I sommeren '92 blev Frank Europamester med landsholdet i Sverige. Han blev herefter solgt til den franske storklub Olympique Lyon, men pådrog sig i forbindelse med de fysiske tests i Frankrig en knæskade, som førte til et større slagsmål mellem Frank, FIFA og den franske klub. 
Frank vendte hjem til Lyngby, men knæskaden plagede ham gennem resten af karrieren, og han fik aldrig siden samme succes. 

### Kluboversigt
- Vallensbæk IF
- Brøndby IF
- Lyngby Boldklub
- Olympique Lyon
- Lyngby FC
- Boldklubben Frem
- Køge Boldklub

## Landsholdskarrierre
Torben Frank var en del af holdet, der i 1992 vandt EM i fodbold.